# Liste des joueurs NBA ayant perdu le plus de ballons en playoffs
Cette page présente la liste des joueurs de basket-ball ayant perdu le plus de ballons pendant leur carrière playoffs NBA.

## Explications
En basket-ball, un turnover (TO) se produit lorsqu'un joueur d'une équipe perd le ballon au profit de l'autre équipe. Cela peut être le résultat d'une mauvaise passe interceptée (steal), d'une sortie de ballon, d'une violation (marcher, reprise de dribble, retour en zone, etc.), ou d'une faute offensive (passage en force, écran mobile). On parle, en français, d'une perte de balle ou d'un ballon perdu.

## Classement

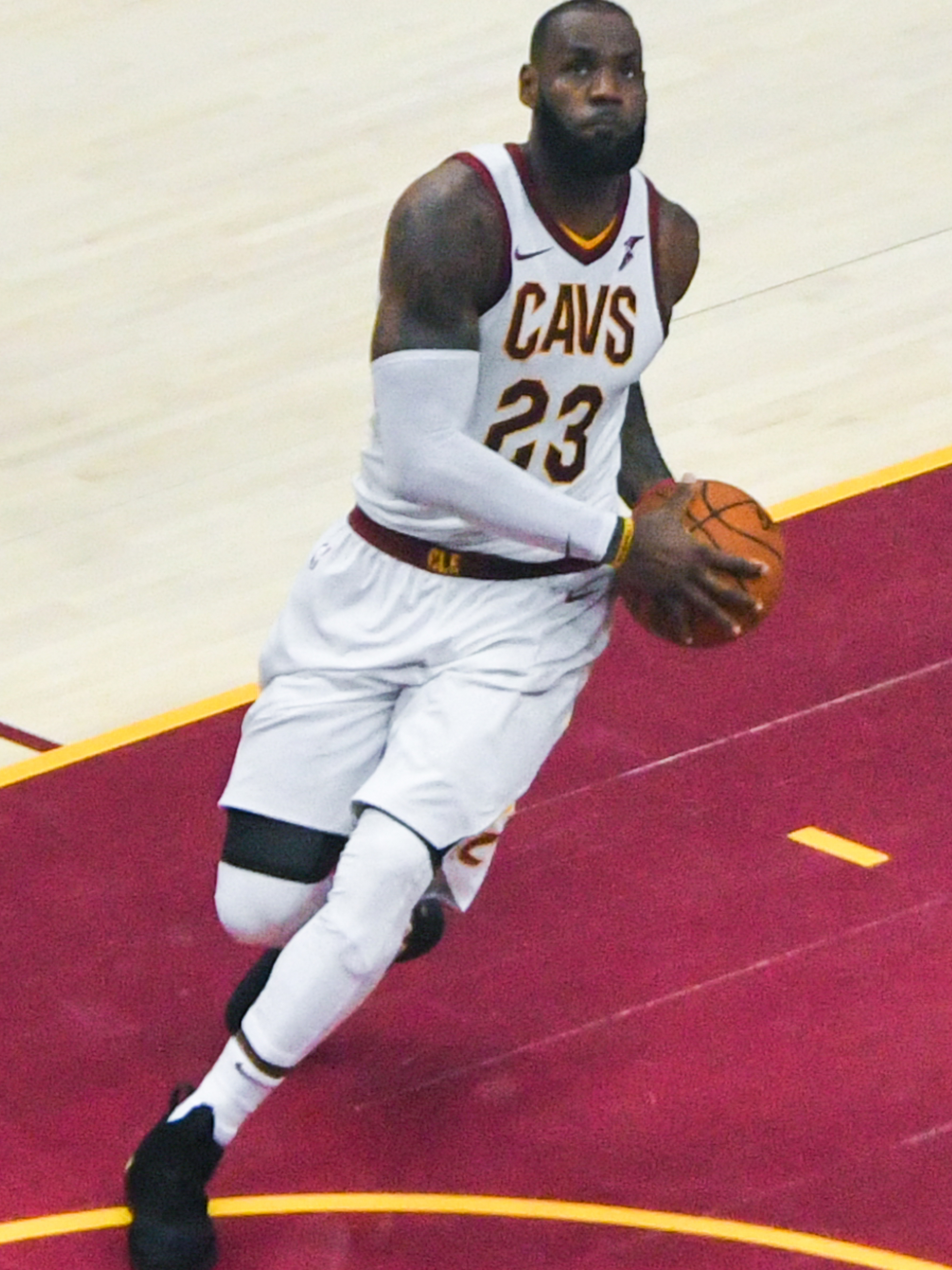
LeBron James (1er)

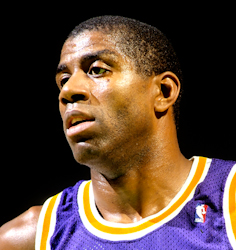
Magic Johnson (2e)

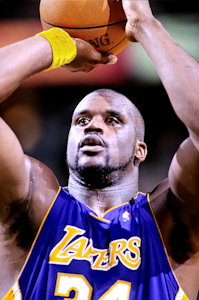
Shaquille O'Neal (3e)

| ^ | Joueur en activité en NBA                                       |
| * | Joueur intronisé au Basketball Hall of Fame                     |
| ° | Joueur ne répondant pas aux critères du Basketball Hall of Fame |

- Mise à jour le 19 mai 2025.

| Rang | Nom                 | Total de ballons perdus | Matchs disputés | Moyenne en carrière | C |
| ---- | ------------------- | ----------------------- | --------------- | ------------------- | - |
| 1    | LeBron James        | 1 047                   | 292             | 3,6                 | ^ |
| 2    | Magic Johnson       | 696                     | 190             | 3,7                 | * |
| 3    | Shaquille O'Neal    | 649                     | 216             | 3,0                 | * |
| 4    | Kobe Bryant         | 647                     | 220             | 2,9                 | * |
| 5    | Tim Duncan          | 633                     | 251             | 2,5                 | * |
| 6    | Scottie Pippen      | 602                     | 208             | 2,9                 | * |
| 7    | Tony Parker         | 594                     | 226             | 2,6                 | * |
| 8    | James Harden        | 590                     | 173             | 3,4                 | ^ |
| 9    | Dwyane Wade         | 583                     | 177             | 3,3                 | * |
| 10   | Karl Malone         | 550                     | 193             | 2,9                 | * |
| 10   | Kevin Durant        | 550                     | 170             | 3,2                 | ^ |
| 12   | Michael Jordan      | 546                     | 179             | 3,0                 | * |
| 13   | John Stockton       | 517                     | 182             | 2,8                 | * |
| 14   | Stephen Curry       | 516                     | 155             | 3,3                 | ^ |
| 15   | Larry Bird          | 506                     | 164             | 3,1                 | * |
| 16   | Russell Westbrook   | 501                     | 135             | 3,9                 | ^ |
| 17   | Manu Ginóbili       | 481                     | 218             | 2,2                 | * |
| 18   | Dennis Johnson      | 480                     | 180             | 2,7                 | * |
| 19   | Paul Pierce         | 476                     | 170             | 2,8                 | * |
| 20   | Jason Kidd          | 450                     | 158             | 2,9                 | * |
| 21   | Kareem Abdul-Jabbar | 447                     | 169             | 2,6                 | * |
| 21   | Draymond Green      | 447                     | 169             | 2,6                 | ^ |
| 23   | Hakeem Olajuwon     | 424                     | 145             | 2,9                 | * |
| 24   | Clyde Drexler       | 397                     | 145             | 2,7                 | * |
| 25   | Julius Erving       | 396                     | 122             | 3,3                 | * |